# Palaemonella dolichodactylus
Palaemonella dolichodactylus är en kräftdjursart som beskrevs av Bruce 1991. Palaemonella dolichodactylus ingår i släktet Palaemonella och familjen Palaemonidae. Inga underarter finns listade i Catalogue of Life.